# زن سمی
زن سمی فیلمی به کارگردانی  و نویسندگی فرخ انصاری بصیر ساختهٔ سال ۱۳۸۲ است.

## بازیگران
- بهاره قاضی
- حسین حیدری
- مژده شکاری
- مانی کسراییان
- زهره حمیدی
- نادر سلیمانی
- اهورا ایزدی
- رضا غفاری